# Arvydas Darulis
Arvydas Darulis (* 1965 in der Litauischen SSR) ist ein litauischer Manager, Kommunalbeamter und ehemaliger konservativer Politiker, Vizeminister der Energie.

## Leben
Von 1986 bis 1991 absolvierte er das Diplomstudium an der Fakultät für Industriewirtschaft und Management der Vilniaus universitetas und danach Baltic economic management am Baltic Institute of Corporate Governance. Von 1991 bis 1994 arbeitete er im Wirtschaftsministerium Litauens. Von 1994 bis 1996 war Darulis Wirtschaftsprüfer bei KPMG. Von 1996 bis 2007 leitete er als Direktor die Wirtschaftsagentur (VšĮ "Lietuvos smulkaus ir vidutinio verslo plėtros agentūra"). Von 2007 bis 2009  war er Departamentsdirektor bei AB bankas „Snoras“.
Von 2009 bis 2010 leitete Darulis eine Unterabteilung im Energieministerium Litauens. Von 2010 bis 2012 war er Vizeminister, Stellvertreter des Energieministers Sekmokas. Zu dieser Zeit war er auch Vorstandsvorsitzende im staatlichen Energieunternehmen LITGRID. Er war Gehilfe des Seimas-Mitglieds Dainius Kreivys und arbeitete als ein Beamter in der Lietuvos Respublikos Seimo kanceliarija. Seit Ende April 2016 ist Darulis stellvertretender Direktor der Verwaltung der Stadtgemeinde Vilnius.
Er war Mitglied der konservativen Partei Tėvynės sąjunga-Lietuvos krikščionys demokratai.
Darulis ist verheiratet und hat zwei Kinder.